# Petra Ganglbauer

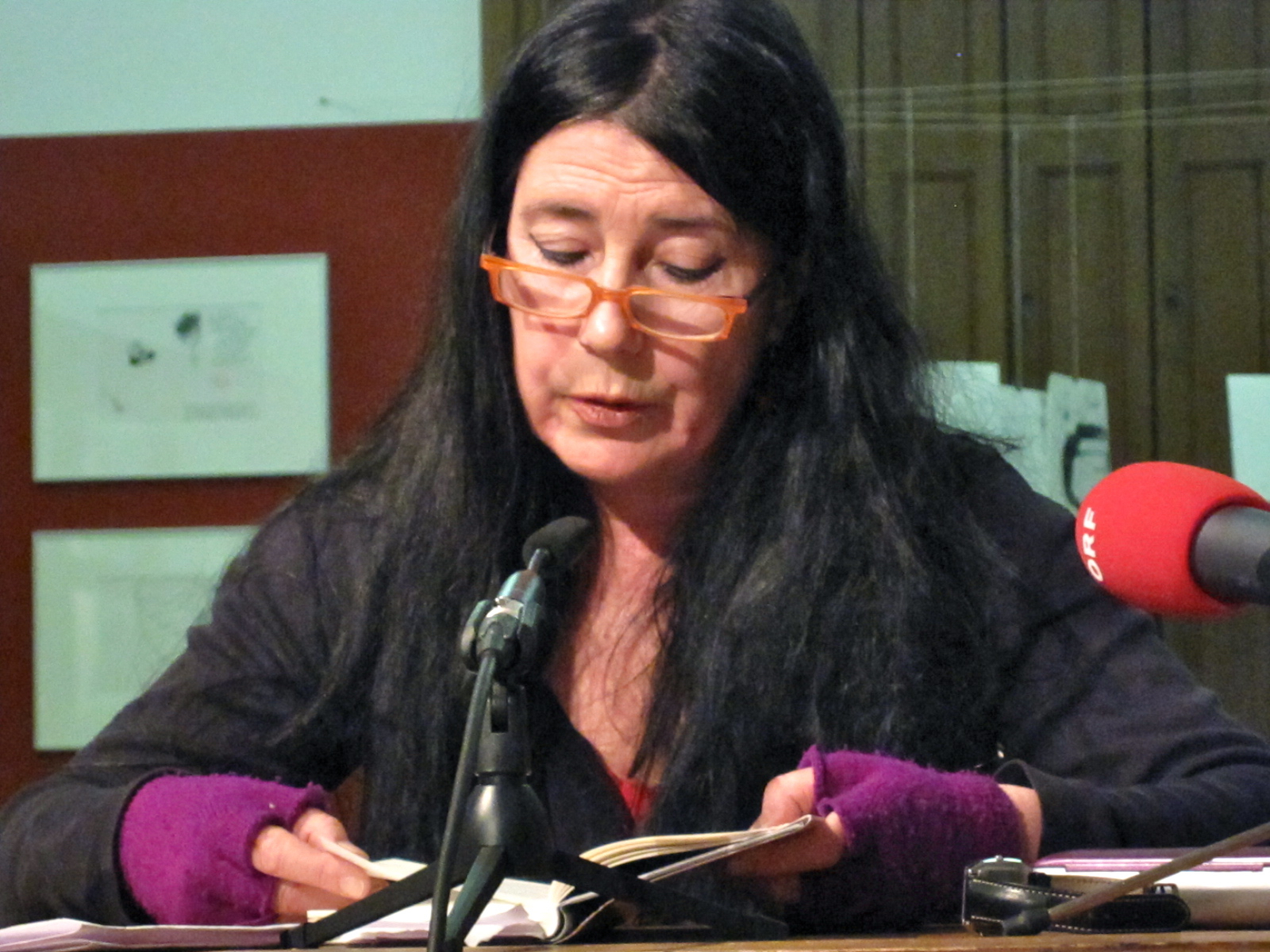
Petra Ganglbauer 2012 Literaturhaus Graz

Petra Ganglbauer (* 16. April 1958 in Graz) ist eine österreichische Autorin und Radiokünstlerin.

## Leben
Ganglbauer studierte von 1976 bis 1982 Anglistik, Germanistik, Geschichte und Medienkunde an der Universität Graz. Ihre literarische Laufbahn begann sie 1982 in Graz zunächst als Mitherausgeberin der Literaturzeitschrift Perspektive. Schließlich war sie in dem von Gerald Ganglbauer gegründeten und von ihr 1984 bis 1989 mitbetreuten Gangan Verlag, einem Autorenverlag für experimentelle Literatur, der vor allem Bücher zeitgenössischer österreichischer Autoren (unter anderem Marc Adrian, Reinhold Aumaier, Peter Köck, Peter Pessl und Magdalena Sadlon) veröffentlichte, tätig. Im Jahre 1999 übersiedelte sie von Graz nach Wien.
Derzeit arbeitet sie als freiberufliche Autorin und „Radiokünstlerin“ in Wien und veröffentlicht Lyrik, Prosa und Essays. Sie arbeitet auch mit Klangkünstlerinnen, wie Andrea Sodomka, mit dem Musiker Michael Fischer oder mit bildenden Künstlerinnen, etwa Gertrude Moser-Wagner, und bietet Schreibwerkstätten an. Seit 2000 ist sie Buchredakteurin bei Gangway und von 2009 bis 2016 leitete sie den Berufsverband österreichischer Schreibpädagog/inn/en (BOeS), bei dem sie von 2003 bis 2016 im Rahmen des Lehrgangs Wiener Schreibpädagogik unterrichtete.
Von 2012 bis 2016 hatte sie die Lehrgangsleitung der „Wiener Schreibpädagogik“ inne. 2012/2013 war sie Vorsitzende der Autorinnenvereinigung. Von Oktober 2013 bis Oktober 2019 war sie Präsidentin der Grazer Autorinnen Autorenversammlung. Im Jahr 2020 übernahm sie wieder die Leitung „Lehrgang Schreibpädagogik“ (ehemals „Wiener Schreibpädagogik“).

## Werk
Einzelpublikationen erschienen unter anderem im Milena Verlag (Wien) und in der Edition Das fröhliche Wohnzimmer (Wien), bei der Edition Art Science, der Edition ch und im Limbus Verlag. Sie schrieb Hörstücke beziehungsweise Hörspiele für den ORF und hielt Wiener Vorlesungen zur Literatur.
Zu ihren Buchveröffentlichungen zählen die Prosabände Briefe ohne Gesicht (1992), Täter sind Risse. Betrachter (1996), Niemand schreit (2001), Manchmal rufe ich dorthin (2004) und die Gedichtbände Schräger Garten Texte (2001), Meeresschnee (2001), Die Überprüfung des Meeres (2010).
Gemeinsam mit der Literaturwissenschaftlerin Hildegard Kernmayer gab sie im Jahre 2003 den Band Schreibweisen, Poetologien. Die (Post)moderne in der österreichischen Literatur von Frauen im Milena Verlag heraus.
In der ORF-Sendungsreihe Kunstradio – Radiokunst veröffentlichte sie seit den 1990er Jahren mehrere Hörstücke, so die Trilogie Dislocation-Diffusion-Direction oder zuletzt Radix Radices. Ebenfalls im ORF wurde ihr Hörspiel Wenn die Stimme Zeit spricht veröffentlicht.
Sie konzipierte auch zahlreiche interdisziplinäre Projekte (z. B.: In Gesellschaft Zur Gesellschaft: Ein poetisches Versuchsgewebe, gemeinsam mit Lucas Cejpek, Gertrude Moser-Wagner, Pia Janke. Idee und Gesamtkonzeption: Petra Ganglbauer. Alte Schmiede, 2008).
Zu ihren Preisen und Auszeichnungen zählen der Literaturförderungspreis der Stadt Graz, der Literaturförderungspreis der Stadt Wien, der Theodor-Körner-Förderpreis und ein Stipendium von HALMA, dem europäischen Netzwerk literarischer Zentren. 2018 erhielt sie den Veza-Canetti-Preis der Stadt Wien.

### Prosa
- Die Tiefe der Zeit (Verlag Bibliothek der Provinz, Weitra 2021)
- Wie eine Landschaft aus dem Jahre Schnee (Verlag Bibliothek der Provinz, Weitra 2017)
- Permafrost (Mitter Verlag, Wels 2011)
- Der Himmel wartet (Milena Verlag, Wien 2006)
- Glöckchen.Nachtprogramm, Texte, mit Zeichnungen von Gerda Sengstbratl (Edition Das fröhliche Wohnzimmer, Wien 2005)
- Manchmal rufe ich dorthin (Milena Verlag, Wien 2004)
- Niemand schreit (Milena Verlag, Wien 2001)
- Tränenpalast (Milena Verlag, Wien 1999)
- Täter sind Risse.Betrachter (Milena Verlag/Wiener Frauenverlag, 1996)
- Briefe ohne Gesicht (Milena Verlag/Wiener Frauenverlag, 1992)

### Lyrik
- Aschengeheimnis. Lyrikzyklus (Edition Melos, Wien 2023)
- Gefeuerte Sätze (Limbus Verlag, Innsbruck-Wien 2019)
- Zur Lage (Edition Art Science, Wien–St. Wolfgang 2018)
- Wasser im Gespräch, Lyrik. Herausgegeben von Helwig Brunner. (Keiper Verlag, Graz 2016).
- Ringhörig (Edition Art Science, Wien-St. Wolfgang 2013)
- Die Überprüfung des Meeres (Edition Art Science, Wien–St. Wolfgang 2010)
- Im Schonungslosen (edition ch, Wien 2007)
- Schräger Garten Texte (Edition Das fröhliche Wohnzimmer, Wien 2001)
- Meeresschnee (herbstpresse, Wien 2001)
- Die zertanzte Zeit in Die Fremden Länder mein eigenes Leben (Milena Verlag/Wiener Frauenverlag, 1991)
- Zusammenzuraffen wäre also nichts (Gangan Verlag, Graz–Wien 1987)
- Feindlich vor der Zeit (Gangan Verlag, Graz 1984)

### Herausgeberschaft
- Games of Elements (Edition Art Science, Wien–St. Wolfgang 2019)
- Schreibweisen Poetologien, Band 2 gem. mit Hildegard Kernmayer (Milena Verlag, Wien 2010)

### Hörstücke
- Radix, Radices, Hörstück, ORF Kunstradio, 2020
- flanierenHörstück, gem. mit Sophie Reyer, ORF Kunstradio, 2018
- So sein – selbst so, gem. mit Sophie Reyer, ORF Kunstradio, 2015
- Mongolei: geschüttelt, gerührt, ORF-Kunstradio, 2012
- Ökotonal, ORF-Kunstradio, 2010
- Steine, eine poetische Versuchsanordnung, ORF-Kunstradio, 2007
- Unser Auge von Wechsel, ORF-Kunstradio, 2005
- Wenn die Stimme Zeit spricht, Hörspiel, ORF, 2004
- deviation, stills, gem. mit Andrea Sodomka, ORF-Kunstradio, 2003
- Direction, ORF-Kunstradio, 2002
- Diffusion, ORF-Kunstradio, 2000
- Dislocation, ORF-Kunstradio, 1998
- Faltungen, Schritte: Einschnitte..., ORF-Kunstradio, 1993